# Houston Dash
El Houston Dash es un club de fútbol femenino estadounidense con sede en Houston, en el estado de Texas. Es la sección femenina del Houston Dynamo. Fue fundado en 2013 y actualmente juega en la National Women's Soccer League, máxima categoría de los Estados Unidos. Juega como local en el Shell Energy Stadium, con una capacidad de 20.039 espectadores.

## Temporadas

### National Women's Soccer League
| Temporada | Posición  | Eliminatorias | Posición      |
| --------- | --------- | ------------- | ------------- |
| 2014      | 9.º       | No            | -             |
| 2015      | 5.º       | No            | -             |
| 2016      | 8.º       | No            | -             |
| 2017      | 8.º       | No            | -             |
| 2018      | 6.º       | No            | -             |
| 2019      | 7.º       | No            | -             |
| 2020      | Cancelado | Cancelado     | Cancelado     |
| 2021      | 7.º       | No            | -             |
| 2022      | 4.º       | Sí            | Primera ronda |

1. ↑  Cancelado debido a la pandemia del COVID-19. En su lugar se jugó la NWSL Challenge Cup 2020 y las Fall Series.[2][3]

### NWSL Challenge Cup
| Edición | Fase de grupos | Fase final |
| ------- | -------------- | ---------- |
| 2020    | 4.º            | Campeón    |
| 2021    | 3.º            | –          |
| 2022    | 4.º            | –          |
| 2023    | 3.º            | –          |

### Otros torneos
- Fall Series: Subcampeón

## Jugadoras

### Jugadoras Destacadas
| - Carli Lloyd - Morgan Brian - Lydia Williams - Andressinha | - Erin McLeod - Kaylyn Kyle - Lauren Sesselmann |

## Palmarés
| Competición nacional        | Títulos | Subcampeonatos | Años campeón | Años subcampeón |
| --------------------------- | ------- | -------------- | ------------ | --------------- |
| NWSL Challenge Cup 2020 (1) | 1       | -              | 2020         | -               |
| Fall Series                 | -       | 1              | -            | 2020            |